# Биківня (казарма)
Биківня казарма — історична місцевість Києва, колишня казарма лісової сторожі, що розташовувалася над сучасним Броварським шосе на захід від Биківні.

## Історія

Казарма Биківня на карті 1918 року

Казарма лісової сторожі та хутір при ній існували на місці нинішнього ринку біля станції метро «Лісова» (південний вихід до вулиці Гетьмана Павла Полуботка). Виникла, найімовірніше, у другій половині 1840-х років, коли в Остерському повіті запроваджено систему відновлення лісових насаджень біля великого болота Биківське. Казарма виникла одночасно з однойменним хутором Биківня, розташованим східніше. Позначена на мапі Києва та околиць 1850-х років (підписана), 1868 року (без назви). Входила до складу Остерського повіту Чернігівської губернії. 
Наприкінці ХІХ століття хутір та лісництво дещо змінили розташування. На топографічній мапі 1897/1918 року лісництво та хутір поряд (назва не підписана) позначені північніше від старого місця, а саме на місці перетину сучасних вулиць Кіото та Кубанської України. Це остання фіксація казарми Биківня. Довідник «Населені місця Київщини» 1926 року та топографічна мапа 1932 року лісництво і хутір при ньому вже не фіксують. Тож казарма Биківня зникла не пізніше середини 1920-х років. 

## Походження назви
Є спільною для сусідньої місцевості Биківня. Тут існувала болотиста ділянка дороги, яку важко було подолати кіньми. Тоді замість коней впрягали биків. Від них і походить назва.